# U.S. Route 57
La U.S. Highway 57 (US 57) est une US Route de 98 miles (158 km) se situant entièrement au sud-ouest du Texas. Bien qu'elle soit indiquée sud–nord, elle suit un tracé d'ouest en est. Le terminus sud (ouest) de la route est à Eagle Pass et est le prolongement de la Route fédérale mexicaine 57 à Piedras Negras, Coahuila, de l'autre côté du Rio Grande. Son terminus nord (est) se situe à environ 50 miles (80 km) au sud de San Antonio, Texas, entre Devine et Pearsall, à une intersection avec l'I-35.

## Description du tracé
La US 57 débute sur le Pont international Eagle Pass – Piedras Negras à Eagle Pass. La route se dirige vers l'est en traversant Eagle Pass via Garrison Street. À l'est de la ville, elle croise la US 277 sur Main Street avant de bifurquer vers le nord-est. La route parcourt le comté de Maverick et traverse un point de contrôle de la United States Border Patrol avant d'atteindre La Pryor, où elle croise la US 83. La US 57 continue vers l'est en passant par Batesville et des zones rurales des comtés de Zavala et de Frio. Elle atteint son terminus est à la jonction avec l'I-35 au sud-ouest de Moore.

## Intersections majeures
Comté de Maverick
 Fed. 57 à Eagle Pass
 US 277 à Eagle Pass. Les routes forment un multiplex dans la ville.
Comté de Zavala
 US 83 à La Pryor
Comté de Frio
 I-35 au sud-ouest de Moore